# Indian Forest Act
Les Indian Forest Acts sont des lois destinées à protéger l'environnement de certains territoires ruraux de l'Inde. La première a été édictée en 1878 par l'Inde britannique, puis une autre en 1927. Des lois locales amendent ou précisent certains points de ses textes comme l’Assam Forest Regulation de 1891 a pu le faire pour l’Indian Forest Act de 1878.
Les lois de 1878 et de 1927 ont avant tout pour but de préserver le couvert forestier sur ces zones, de préserver l'abondance du gros gibier et d'assurer une pérennité à l'exploitation du bois d'œuvre en prélevant des taxes de douane. La Wildlife Protection Act vise quant à elle à protéger la flore et la faune sauvage.
La loi de 1927 établit les différents degrés de protections nécessaires au classement d'une zone, ainsi dans un ordre décroissant de protection, ces lois reconnaissent les Reserved forests, protected forests ou Village Forests. Elle a défini également les procédures à suivre pour le classement et les sanctions prévues pour les violations de leurs dispositions.